# Spieser (Berg)

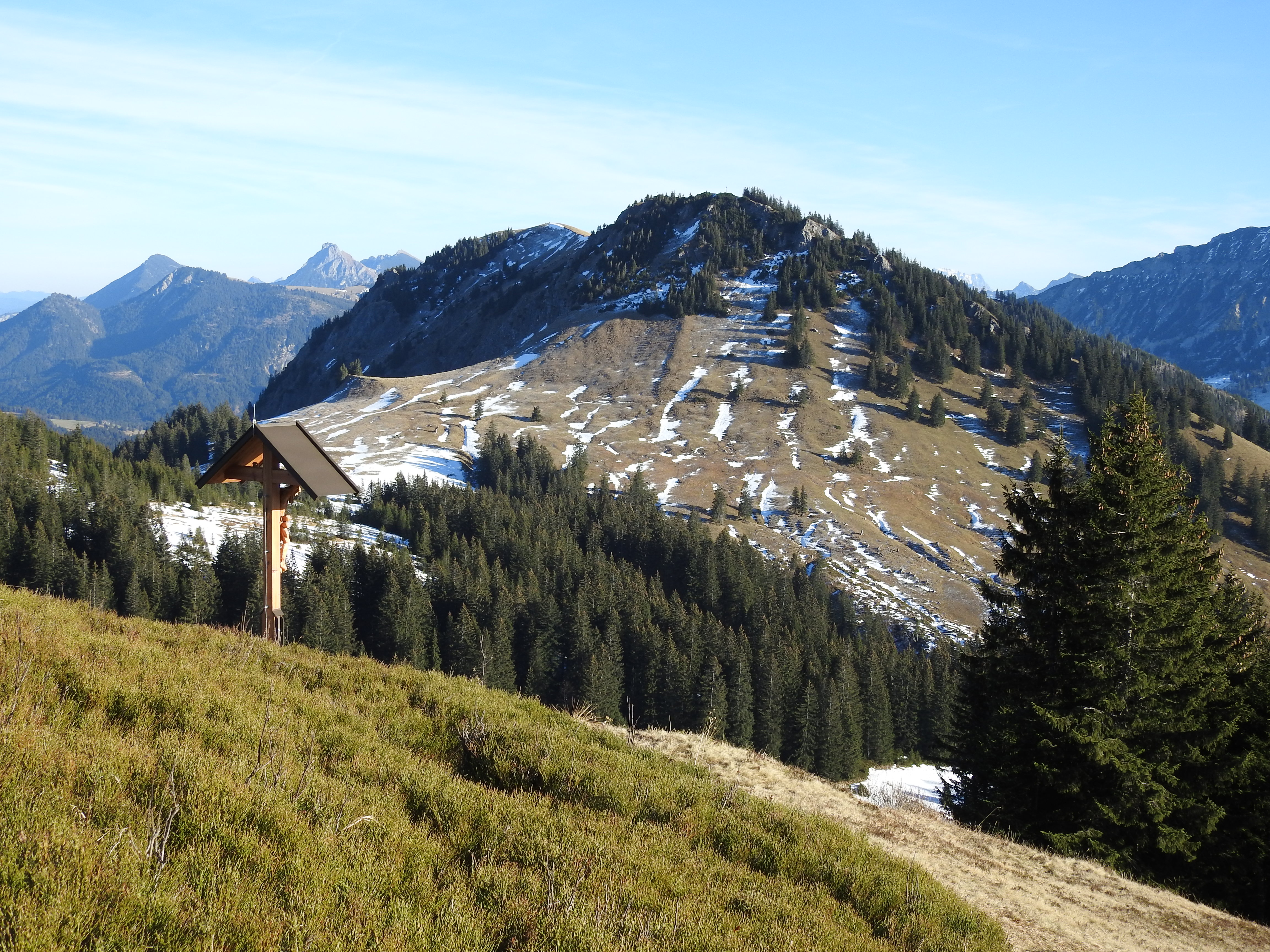
Spieser von Westen

Der Spieser ist ein 1651 m ü. NHN hoher Berg am Nordrand der Allgäuer Alpen im Landkreis Oberallgäu. Er liegt zwischen den Orten Bad Hindelang im Südwesten und Unterjoch im Nordosten und bildet mit (je nach Zählung und Nomenklatur)
bis zu drei Nebengipfeln (Ornach, Jochschrofen, Hirschberg) eine größere Gruppe. Der Hindelang zugewandte Felsgipfel westlich des Hirschbachtobels mit der Kellerwand heißt ebenfalls Hirschberg, gehört aber nicht zur Gruppe.
Der Spieser ist kein herausragender Gipfel, aber ein ohne große Schwierigkeiten zu begehender Wanderberg. Durch seine Lage am Ostrachtal bietet er sowohl einen beachtlichen Ausblick auf das Ober- und Ostallgäuer Alpenvorland als auch die Allgäuer Berge bis zu den Lechtaler Alpen. Er gehört zum Landschaftsschutzgebiet Grünten, Großer Wald, Deutsche Alpenstraße und Wertachtal. An seiner Nordflanke gibt es ein kleines Skigebiet mit zwei Liften.

## Aufstiege und Wege

### Wanderwege
Der Aufstieg ist von verschiedenen Seiten aus möglich. Vom Ortsteil Obergschwend zwischen Ober- und Unterjoch über die Skipiste und das Spieserkar ist der Zustieg in ungefähr eineinhalb Stunden möglich. Von Oberjoch aus kann man über die Hirsch-Alpe und den Steinpasssattel direkt auf den Gipfel gelangen. Ebenso möglich ist die Tour von Oberjoch über das Ornachkreuz.
Auch die Kombinationstour mit dem Wertacher Hörnle ist sehr beliebt.

### Skitouren
Der Spieser ist auch für Skitourengänger ein beliebter Gipfel, wenn auch nicht so stark frequentiert wie das benachbarte Wertacher Hörnle. Die Skitouren orientieren sich im Wesentlichen an den Wanderwegen. Zusätzlich gibt es Touren durch den Wald auf den Jochschrofen. Die Westhänge des Jochschrofens zum Spieserkar gelten als lawinengefährdet. Auch mit Schneeschuhen kann der Gipfel erreicht werden.